# Herøy (Nordland)
|  | Aquest article és sobre el municipi de Nordland. Per a veure el municipi homònim situat al comtat de Møre og Romsdal, vegeu Herøy (Møre og Romsdal). |

Herøy és un municipi situat al comtat de Nordland, Noruega. Té 1,649 habitants i té una superfície de 64.84 km².